# Ath Thughrah
Ath Thughrah (arabă الثغرة) este un oraș din Guvernoratul Madaba din nord-vestul Iordaniei.